# SETI@home
SETI@home ("SETI at home") là một dự án tính toán tình nguyện dựa trên Internet công cộng sử dụng nền tảng mềm BOINC, quản lý bởi Space Sciences Laboratory, của Viện Đại học California - Berkeley, Hoa Kỳ. SETI là một cụm từ viết tắt cho Tìm văn minh ngoài Trái Đất. Mục đích là nhằm phân tích tín hiệu radio, tìm kiếm các dấu hiệu về trí thông minh ngoài Trái Đất, và là một trong nhiều hoạt động được thực hiện như một phần của SETI.
SETI@home được ra mắt lần đầu vào 17 tháng 5 năm 1999, khiến nó trở thành dự án tính toán phân tán quy mô lớn thứ hai trong lĩnh vực sử dụng Internet vào các mục đích nghiên cứu, vốn là vị trí của Distributed.net từ năm 1997. Song hành với MilkyWay@home và Einstein@home, nó là dự án tính toán quan trọng thứ ba và cùng với mục đích chính là điều tra các hiện tượng vũ trụ.

## Nghiên cứu khoa học
Hai mục đích chính ban đầu của SETI@home là:
1. Làm công tác khoa học hữu ích bằng cách hỗ trợ một phân tích quan sát để phát hiện sự sống thông minh ngoài Trái Đất, và
2. Để chứng minh tính khả thi và thực tiễn của khái niệm "tính toán tình nguyện".

Mục tiêu thứ hai này thường được coi là đã thành công hoàn toàn. Môi trường BOINC hiện tại, nền tảng phát triển SETI@home, đang ngày càng chứng minh được sức mạnh nhờ vào một mạng lưới lớn các tình nguyện viên để tính toán cho các dự án khoa học.
Mục tiêu đầu tiên cho đến nay vẫn chưa mang lại kết quả khả quan: không có bằng chứng về tín hiệu ETI. Phần lớn của bầu trời (trên 98%) chưa được khảo sát, và mỗi điểm trên bầu trời phải được khảo sát nhiều lần để loại trừ ngay cả những khả năng nhỏ nhất.

## Cách thức hoạt động
SETI@home tìm kiếm bằng chứng xác thực về việc truyền sóng radio từ một nền văn minh ngoài Trái Đất sử dụng các dữ liệu thu thập được từ Kính viễn vọng vô tuyến Arecibo. Dữ liệu lấy về dưới dạng 'piggyback' hoặc 'passively' trong lúc kính thiên văn được sử dụng cho các chương trình khoa học khác. Dữ liệu kiểu kỹ thuật số, được lưu trữ, và gửi về the trung tâm xử lý của SETI@home. Dữ liệu đến đây được chia nhỏ thành các phần con theo tần số và thời gian, dùng để phân tích, dùng phần mềm tìm kiếm bất kỳ tín hiệu nào, phát hiện xem chúng có chứa bất kỳ thông tin gì hay không. Sử dụng mạng lưới tính toán phân tán, SETI@home gửi hàng triệu phần dữ liệu này về các máy tính cá nhân để phân tích ngoại tuyến, và sau khi tính toán xong, nhận lại kết quả từ chúng. Do đó vấn đề nguồn lực tính toán và phân tích dữ liệu khổng lồ đã được giải quyết.
Chương trình tìm kiếm năm loại tín hiệu và tách chúng khỏi các nhiễu:
- Các gai trong quang phổ điện
- Các cực trị Gauss trong truyền tín hiệu, có thể biểu hiện cho việc chùm tia của kính viễn vọng cắt nguồn radio
- Ba gai điện trong một hàng
- Xung tín hiệu mà có thể là cho một việc truyền kỹ thuật số kiểu băng hẹp
- Autocorrelation phát các tín hiệu dạng sóng.

Có nhiều biến thể về cách một tín hiệu ETI có thể bị ảnh hưởng bởi môi trường trung, chuyển động tương đối và nguồn gốc của nó so với Trái Đất. Các tín hiệu tiềm năng này được xử lý bằng nhiều cách (không cần phát hiện bằng kiểm tra toàn bộ hoặc theo các kịch bản) để đảm bảo rằng phân biệt được các tín hiệu đó với các nhiễu đúng nhất từ mọi hướng ngoài không gian. Ví dụ như, một hành tinh khác đang có vận tốc và gia tốc rất giống Trái Đất, và điều đó sẽ thay đổi tần số nhận được.
Quá trình này có phần giống như việc điều chỉnh một cái đài bắt các kênh khác nhau, và tìm sóng khỏe nhất. Nếu càng ngày sóng thu được càng khỏe, nghĩa là có thể đã đi đúng hướng. Về mặt kỹ thuật, nó liên quan đến rất nhiều xử lý tín hiệu số, đa phần là biến đổi Fourier.

## Kết quả
Cho đến nay, dự án vẫn chưa tìm được bất cứ tín hiệu ETI nào. Tuy nhiên, đã nhận diện được rất nhiều ứng viên (bằng vị trí) để phân tích sâu hơn. Ứng cử viên sáng giá nhất cho đến nay được tìm thấy vào ngày 1 tháng 9 năm 2004, tên là SHGb02+14a.
Trong khi dự án đang không đạt được mục tiêu chính thứ nhất ban đầu đề ra, thì nó đã chứng minh cho giới khoa học rằng các dự án tính toán phân tán sử dụng Internet kết nối hàng triệu máy tính là hoàn toàn có thể bằng việc sử dụng như một công cụ tính toán, phân tích đắc lực, và thậm chí có thể vượt cả những siêu máy tính.
Nhà du hành Seth Shostak phát biểu rằng năm 2004 ông hy vọng có được một tín hiệu kết luận và bằng chứng về người ngoài hành tinh liên lạc giữa năm 2020 và 2025, dựa trên phương trình Drake. Điều này chứng minh rằng một nỗ lực dài hạn có thể đem lại kết quả cho SETI @ home, mặc dù hiện tại đã mười bốn năm chạy mà không thành công trong việc phát hiện ETI.

## Công nghệ

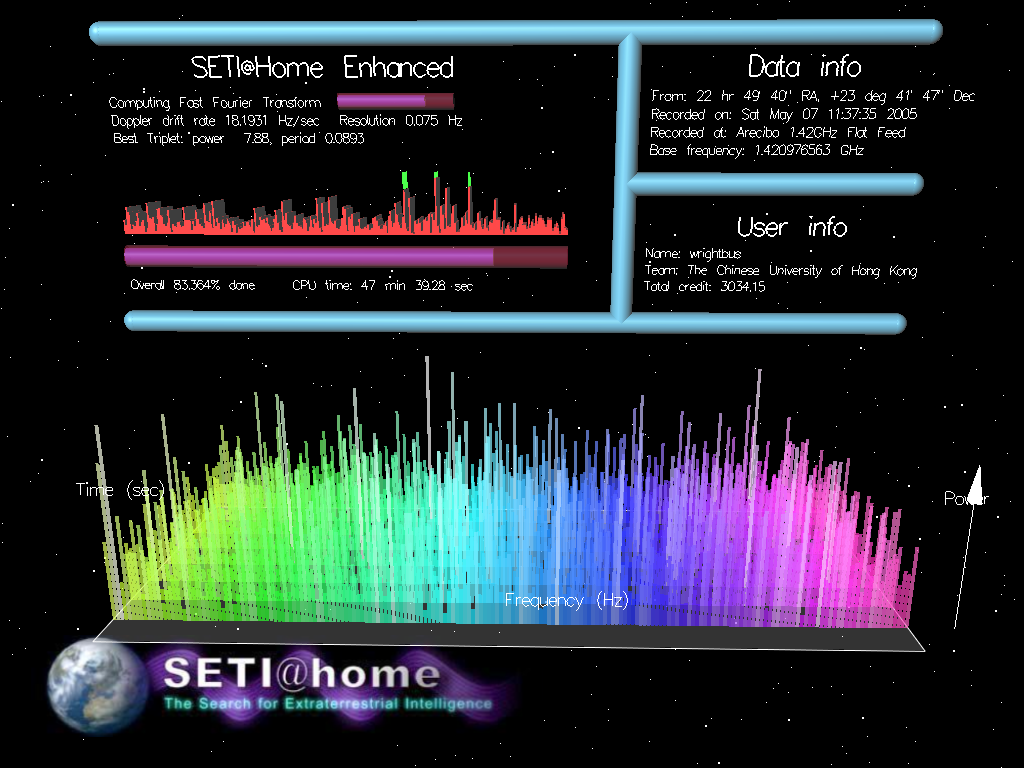
Ảnh chụp SETI@home ở chể độ BOINC Screensaver (v6.03)

Bất kỳ ai với một chiếc máy tính có kết nối Internet có thể tham gia SETI@home bằng cách chạy một chương trình miễn phí tự động download và phân tích dữ liệuradio telescope.
Dữ liệu quan sát được lưu trên các ổ cứng SATA 2 Terabyte ở Arecibo in Puerto Rico, mỗi gói giữ thông tin của khoảng 2.5 ngày quan sát, sau đó được gửi về Berkeley. Arecibo không có một đường truyền Internet tốc độ cao, dữ liệu phải chia nhỏ theo bốn miền thời gian và tần số thành các work unit trước khi gửi về Berkeley. Mỗi work unit có 107 giây dữ liệu, xấp xỉ 0.35 MB, chồng thời gian nhưng không chồng tần số. Những work unit này sẽ được gửi từ máy chủ của SETI@home thông qua Internet đến máy tính cá nhân khắp thế giới để phân tích.
Phần mềm phân tích sử dụng thuật toán tính toán chiều sâu coherent integration. Dữ liệu sau phân tích được gửi vào cơ sở dữ liệu của SETI@home ở Berkeley. Các can thiệp sẽ bị loại, và các thuật toán mô hình phát hiện khác nhau được áp dụng để tìm kiếm các tín hiệu thú vị nhất.

### Phần mềm

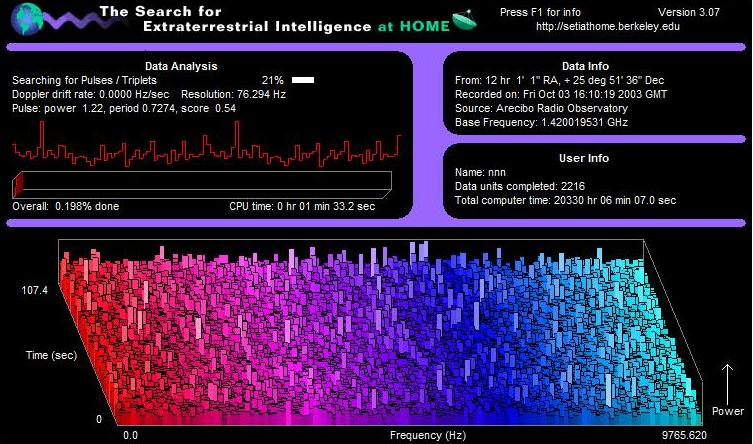
Ảnh chụp SETI@home Classic Screensaver (v3.07)

Phần mềm tính toán phân tán của SETI@home có thể chạy dưới dạng screensaver hoặc ngầm trong lúc người dùng máy tính đang làm việc, chạy các tính toán của mình khi hệ thống đang bỏ phí, không được sử dụng.
Bản đầu tiên, nay có tên "SETI@home Classic", chạy từ 17 tháng 5 năm 1999 tới 15 tháng 12 năm 2005. Chương trình này chỉ có thể chạy cho SETI@home; và nó đã bị thay thế bởi Berkeley Open Infrastructure for Network Computing (BOINC), cho phép người dùng có thể đóng góp cho nhiều dự án tính toán phân tán khác cùng lúc với chạy SETI@home.
Việc ngưng sử dụng SETI@home Classic platform cũng cho phép các máy Macintosh đời cũ chạy phiên bản pre-Mac OS X của Mac OS có thể tham gia vào dự án.
SETI@home còn có thể chạy trên Sony PlayStation 3.
Vào ngày 3 tháng 5 năm 2006, work unit mới cho phiên bản mới của SETI@home gọi là "SETI@home Enhanced" bắt đầu được phát hành. Cho đến nay, máy tính đã mạnh hơn so với thời điểm bắt đầu ra mắt phần mềm rất nhiều, phiên bản mới này nhạy cảm hơn với tín hiệu Gaussian và một vài dạng xung so với bản gốc SETI@home (BOINC). Phiên bản mới này cũng được tối ưu để chạy một vài dạng work unit nhanh hơn thế hệ trước. Tuy nhiên, vài workunit lại tốn thời gian lâu hơn.
Thêm vào đó, một vài work unit của SETI@home được tối ưu hóa cho từng loại CPU, GPU. Tính đến  năm 2007, đa phần là tối ưu cho chip Intel (và phần cứng đi kèm).
Kết quả của việc xử lý dữ liệu thường được truyền tự động khi máy tính được tiếp nối với Internet.

## Thống kê
Với trên 5.2 triệu người tham gia trên toàn thế giới, dự án này đã trở thành dự án có nhiều thành viên tham gia nhất từ trước tới nay. Mục đích ban đầu, SETI@home phục vụ 50,000-100,000 máy tính cá nhân. Từ này đầu tiên hoạt động vào 17 tháng 5 năm 1999, dự án đã ghi lại tổng cộng trên 2 triệu năm thời gian tính toán. Vào 26 tháng 9 năm 2001, SETI@home đã thực hiện 1021 phép toán dấu chấm động. Và ghi vào Guinness World Records là kỷ lục tính toán lớn nhất trong lịch sử. Với trên 145,000 máy tính đang hoạt động trong hệ thống (tổng cộng 1.4 triệu) từ 233 quốc gia, tính đến  ngày 23 tháng 6 năm 2013, SETI@home đã tính toán trên 668 teraFLOPS. Để so sánh, siêu máy tính Tianhe-2 tính đến  ngày 23 tháng 6 năm 2013 đang là siêu máy tính chạy nhanh nhất thế giới chỉ thực hiện được 33.86 petaFLOPS (lớn hơn xấp xỉ 50 lần).

## Tương lai dự án
Đã có một vài kế hoạch lấy thêm dữ liệu từ Đài quan sát Parkes, Australia để phân tích Nam bán cầu. Tuy nhiên, tính đến  ngày 9 tháng 3 năm 2009, những kế hoạch này chưa được thông qua và xuất hiện trên trang web của dự án. Một vài kế hoạch khác bao gồm Ghi dữ liệu Chùm tia và Astropulse. Astropulse cùng với Seti@Home hiện nay sẽ phát hiện thêm nhiều nguồn mới, như ẩn tinh, các vụ nổ của lỗ đen nguyên thủy, hoặc các hiện tượng thiên văn mới. Bản beta của Astropulse được hoàn thiện vào tháng 7 năm 2008 và bắt đầu gửi work unit bắt đầu từ giữa tháng 7,2008.

## Khía cạnh cạnh tranh
Giống như trong bất kỳ cuộc thi đấu nào, 'gian lận' để tăng điểm cống hiến cho hệ thống là hoàn toàn có khả năng. Để chống lại những thành phần này, hệ thống SETI@Home gửi mỗi workunit cho nhiều máy tính khác nhau, được cấu hình với giá trị "initial replication" (hiện bằng 2). Điểm cống hiến chỉ được công nhận khi mỗi workunit trả về có chỉ số cùng kết quả với kết quả từ các máy khác bằng "minimum quorum" (hiện bằng 2). Nếu, vì lý do tính toán sai hoặc gian lận ra một kết quả sai, không đủ điểm "minimum quorum", workunit loại đó sẽ được gửi đi để các thành viên khác tính toán cho đến khi workunit đó đạt đủ điểm. Điểm cống hiến được tính cho các máy tính gửi về cùng kết quả. Điểm cống hiến này cũng được tính toán một cách đa dạng tùy theo các bộ vi xử lý khác nhau.
Một vài thành viên sử dụng SETI@home trên những máy tính nơi họ làm việc — và được gọi là 'Borging', giống hình tượng Borg trong Star Trek. Trong một vài trường hợp, người dùng đã dùng các tài nguyên của công ty để chạy chương trình — kết quả là có ít nhất hai trường hợp bị đuổi việc do chạy SETI@home trong hệ thống công ty. Đã có một bài viết trong alt.sci.seti nói về vấn đề "Bất cứ ai cũng có thể bị sa thải vì SETI screensaver" vào ngày 14 tháng 9 năm 1999.
Một số người khác thu thập một lượng lớn các thiết bị với nhau tại nhà để tạo ra "cánh đồng SETI", thường bao gồm một số máy tính chỉ chứa bo mạch chủ, CPU, RAM và nguồn chỉ chạy Linux hoặc các bản Microsoft Windows cũ mà không có màn hình.

## Thử thách với dự án
Dưới đây là các thử thách sống còn với dự án. 
Giống như bất kỳ dự án trong khoảng thời gian kéo dài, có những nhân tố có thể dẫn đến việc chấm dứt của nó. Một số trong số này được trình bày chi tiết dưới đây:

### Tiềm ẩn việc đóng cửa Đài thiên văn Arecibo
Hiện tại, SETI@home đang thu thập dữ liệu từ Đài thiên văn Arecibo, điều hành bởi Trung tâm Thiên văn học và Điện ly Quốc gia (National Astronomy and Ionosphere Center) và quản lý bởi SRI International.
Việc giảm ngân sách hoạt động cho đài quan sát đã tạo ra một khoản thâm hụt ngân sách, mà các nguồn khác như các nhà tài trợ tư nhân, NASA, viện nghiên cứu khác, hoặc những tổ chức phi lợi nhuận như SETI@home bù lại được.
Tuy nhiên, xét về lâu dài, bất kỳ đài thiên văn vô tuyến nào cũng có thể thay thế Arecibo, để phục vụ dữ liệu cho hệ thống SETI.

### Các dự án tính toán phân tán thay thế
Khi dự án này bắt đầu hoạt động, chỉ có một vài dự án khác cho phép máy tính tham gia hệ thống tính toán phân tán. Tuy nhiên, hiện tại đang có rất nhiều các dự án như vậy.

### Chính sách sử dụng máy tính hạn chế hơn trong các doanh nghiệp
Có trường hợp một nhân viên đã bị sa thải vì chạy ứng dụng SETI@home trên các máy tính vốn được dùng vào mục đích công vụ của bang Ohio. Một trường hợp khác một giám đốc IT từ chức sau khi việc cài đặt bị cáo buộc là làm tổn thất 1 triệu đô la Mỹ; tuy nhiên, một vài nguyên nhân khác dẫn tới những sự việc trên là do không có xin phép với cấp trên.
Tính đến  ngày 16 tháng 10 năm 2005, đã có xấp xỉ một phần ba công việc tính toán cho BOINC được thực hiện bởi máy tính trường học hoặc máy tính công ty. Những máy tính dạng này được thiệt lập giảm quyền tương tác hệ thống so với máy tính cá nhân bình thường để tăng cường an ninh của toàn hệ thống, điều này thường được thực hiện bởi các quản trị mạng.
Do đó, việc này có thể bù đắp bằng cách tăng năng suất, hiệu năng của các máy tính cá nhân, đặc biệt là với GPUs, điều này cũng mang lại nhiều lợi ích cho các dự án tính toán phân tán khác chẳng hạn như Folding@Home. Sự xuất hiện của tính toán di động có để đem đến một nguồn "tài nguyên" lớn đối với tính toán phân tán. Ví dụ, vào năm 2012, Piotr Luszczek (một cựu nghiên cứu sinh của Jack Dongarra), đã có báo cáo so sánh LINPACK benchmark của một chiếc iPad 2 so với hệ thống Cray-2 (Siêu máy tính nhanh nhất thế giới vào năm 1985).